# Braco de Ariège
El Braque de l'Ariège, traducido como Braco de Ariege, es una raza de perro cazador de tipo perro de muestra originario de Francia. La raza se mantiene como perro de caza, no como mascota o para exposiciones caninas.

## Apariencia
La raza es proporcionada y de orejas caídas. La cola está acoplada al cuerpo y su pelaje es corto y negro principalmente salpicado de grandes manchas de colores naranja, hígado o castaño en la cabeza y orejas.
Su tamaño es de unos 60-67 cm de altura a la cruz. Los perros de esta raza deben aparecer potentes, robustos y fuertes pero sin pesadez excesiva.
Tienen un temperamento rápido y enérgico. Muy independientes, necesitan entrenamiento y actividad de forma muy regular, así como un cepillado frecuente.